# North Seekonk
North Seekonk – jednostka osadnicza w Stanach Zjednoczonych, w stanie Massachusetts, w hrabstwie Bristol.